# セックス・クラブ
『セックス・クラブ』（Choke）は2008年のアメリカ合衆国のコメディ映画。監督はクラーク・グレッグ、出演はサム・ロックウェルとアンジェリカ・ヒューストンなど。原作はチャック・パラニュークの2001年の小説『チョーク!』。
日本では劇場未公開だが、DVDが2010年8月27日からレンタルされ、同年9月2日に発売された。

## キャスト
ヴィクター・マンシーニ
演 - サム・ロックウェル、吹替 - 小森創介
医学部中退のセックス依存症の男。18世紀のアメリカを再現したテーマパークで働いている。
母親の入院費を稼ぐために、レストランで食べ物を喉に詰まらせて助けてくれた金持ちから金を恵んでもらう詐欺を働いている。
ヴィクター（少年期）
演 - ジョナ・ボボ、吹替 - 浅野まゆみ
里親に預けられているが、たまに現れる破天荒な母アイダに付き合う。
アイダ
演 - アンジェリカ・ヒューストン、吹替 - 弥永和子
ヴィクターの母親。認知症で入院中。ヴィクターの出生について秘密を抱えている。
ペイジ・マーシャル
演 - ケリー・マクドナルド、吹替 - 三ツ木勇気
アイダの担当医師を名乗る女性。ヴィクターが一目惚れする。
デニー
演 - ブラッド・ウィリアム・ヘンケ、吹替 - 遠藤純一
ヴィクターの親友。ヴィクターと共にセックス依存症（オナニー依存症）の集団カウンセリングを受けており、職場も同じ。
チャーリー
演 - クラーク・グレッグ、吹替 - 宮本充
ヴィクターの職場の上司。
フィル
演 - ジョエル・グレイ
ヴィクターと同じグループで、セックス依存症の集団カウンセリングを受けている老人。
 
その他の日本語吹き替え
佐々木梅治／橘U子／沢田敏子／久保田民絵／小林優子／福田信昭／多田野曜平／北沢力／タルタエリ／赤池裕美子／橘凛／林りんこ

## エピソード
監督・脚本・出演のクラーク・グレッグの妻は、フィル役で出演しているジョエル・グレイの娘で女優のジェニファー・グレイである。

## 作品の評価
Rotten Tomatoesによれば、批評家の一致した見解は「サム・ロックウェルとアンジェリカ・ヒューストンの力強い演技に支えられているが、『セックス・クラブ』はチャック・パラニュークの小説のトーンをとらえるのに苦労している。」であり、144件の評論のうち高評価は56%にあたる80件で、平均点は10点満点中5.7点となっている。
Metacriticによれば、27件の評論のうち、高評価は10件、賛否混在は10件、低評価は7件で、平均点は100点満点中47点となっている。